# Karl Néale von Nostitz-Wallwitz
Karl Néale von Nostitz-Wallwitz (* 7. Februar 1863 in Dresden; † 28. Mai 1939 in Schweikershain) war ein deutscher Verwaltungsbeamter.

## Leben
Der Sohn des königlich-sächsischen Gesandten in Berlin Oswald von Nostitz-Wallwitz (1830–1885) und seiner Frau Anna geb. Freiin von Wilkens-Hohenau (1842–1923) besuchte das Friedrich-Gymnasium in Altenburg und die Klosterschule Ilfeld. Anschließend studierte er Rechtswissenschaften an den Universitäten Lausanne, Leipzig und Straßburg.
Von 1887 bis 1889 war Nostitz-Wallwitz Referendar am Amtsgericht Meißen und von 1889 bis 1890 am Amtsgericht Dresden und der Staatsanwaltschaft beim Landgericht Dresden. Von 1890 bis 1891 unternahm er eine Reise nach Frankreich, Spanien, England und die Vereinigten Staaten. Anschließend setzte er sein Referendariat bei der Amtshauptmannschaft Dresden-Neustadt und dem Landgericht Bautzen fort. Im Jahr 1893 legte er die 2. Staatsprüfung ab. Es folgten Tätigkeiten bei der Deutschen Botschaft in Washington, der Amtshauptmannschaft Dresden-Altstadt, der Amtshauptmannschaft Freiberg und der Stadt Chemnitz. Am 1. Februar 1901 wurde er Regierungsrat und Hilfsarbeiter im sächsischen Innenministerium. Am 1. November 1903 trat Nostitz-Wallwitz als Nachfolger von Georg Schmaltz sein Amt als Amtshauptmann der Amtshauptmannschaft Döbeln an. Im gleichen Jahr war er zum Kammerherrn ernannt worden. Von April bis Mai 1906 war er kurze Zeit Amtshauptmann der Amtshauptmannschaft Leipzig und wechselte dann als Geheimer Regierungsrat und Vortragender Rat wieder ins sächsische Innenministerium. Dort war er u. a. Leiter der Pressestelle des Ministeriums.
Vom 1. November 1919 bis zum 30. Juni 1924 war Nostitz-Wallwitz Kreishauptmann der Kreishauptmannschaft Bautzen. Am 1. Juli 1924 wurde er in den einstweiligen Ruhestand versetzt und bezog Wartegeld.  Am 1. Juni 1928 erfolgte die Pensionierung.
Nostitz-Wallwitz war Besitzer des Rittergutes Schweikershain bei Waldheim. Er engagierte sich als Mitglied der evangelisch-lutherischen sächsischen Landessynode und des Deutschen Evangelischen Kirchentages.

## Familie
Im Jahr 1901 heiratete Nostitz-Wallwitz in 2. Ehe Irene von Hartmann. Seine Brüder waren der Landesälteste der Oberlausitz Benno von Nostitz-Wallwitz (1865–1955) und der Politiker und Diplomat Alfred von Nostitz-Wallwitz (1870–1953).